# Лещинка
Лещинка (устар. Лещин, в верховье — Озера) — река в Курской области России, правый приток реки Сейм.
По берегам реки в прошлом росло много лещины — отсюда и название реки.
Лещинка начинается на северной окраине села Роджественка, от слияния Левой Озеры и лога Калинной. Течёт на юг. Впадает в Сейм на высоте 164 м над уровнем моря около деревни Сеймица.